# Nah bei dir
Albums de Mireille Mathieu
In meinem Herzen
(2007) Wenn mein Lied deine Seele küsst
(2013)
Nah bei dir est un album allemand de la chanteuse française Mireille Mathieu datant de 2009. Mireille Matthieu a écrit elle-même deux chansons de l'album (C'est l'amour et Immer Wieder).

## Chansons de l'album
1. Nah bei dir (Yaël Benamour)
2. Es war der Moment (Rudolph Müssig/Christoph Leis-Bendorff)
3. Wir stehen uns bei (Steven Tracey)
4. Sehnsucht ist ein Liebesbrief (Dieter Baudrexl/Hans Greiner)
5. Wunderland (Patrick Hampartzoumian)
6. Und immer wieder Zärtlichkeit (Tommy Mustac/Tobias Reitz)
7. Liebe lebt (Dietmar Kawohl/Peter Bischof/Mats Bjoeklund)
8. Das Licht (Florian Prengel/Ralf Petter)
9. C'est l'amour (Mireille Mathieu)
10. Du bist die Zeit (Tommy Mustac/Tobias Reitz)
11. Höre gut auf den Herz (Patrick Hampartzoumian)
12. Mein Leben mit dir (Dietmar Kawohl/Peter Bischof/Mats Bjoerklund)
13. Liebe, das bist du (Kareen Claire Duflot/Cyril Duflot)
14. Immer Wieder (Mireille Mathieu)